# Ardenés (dialecto)

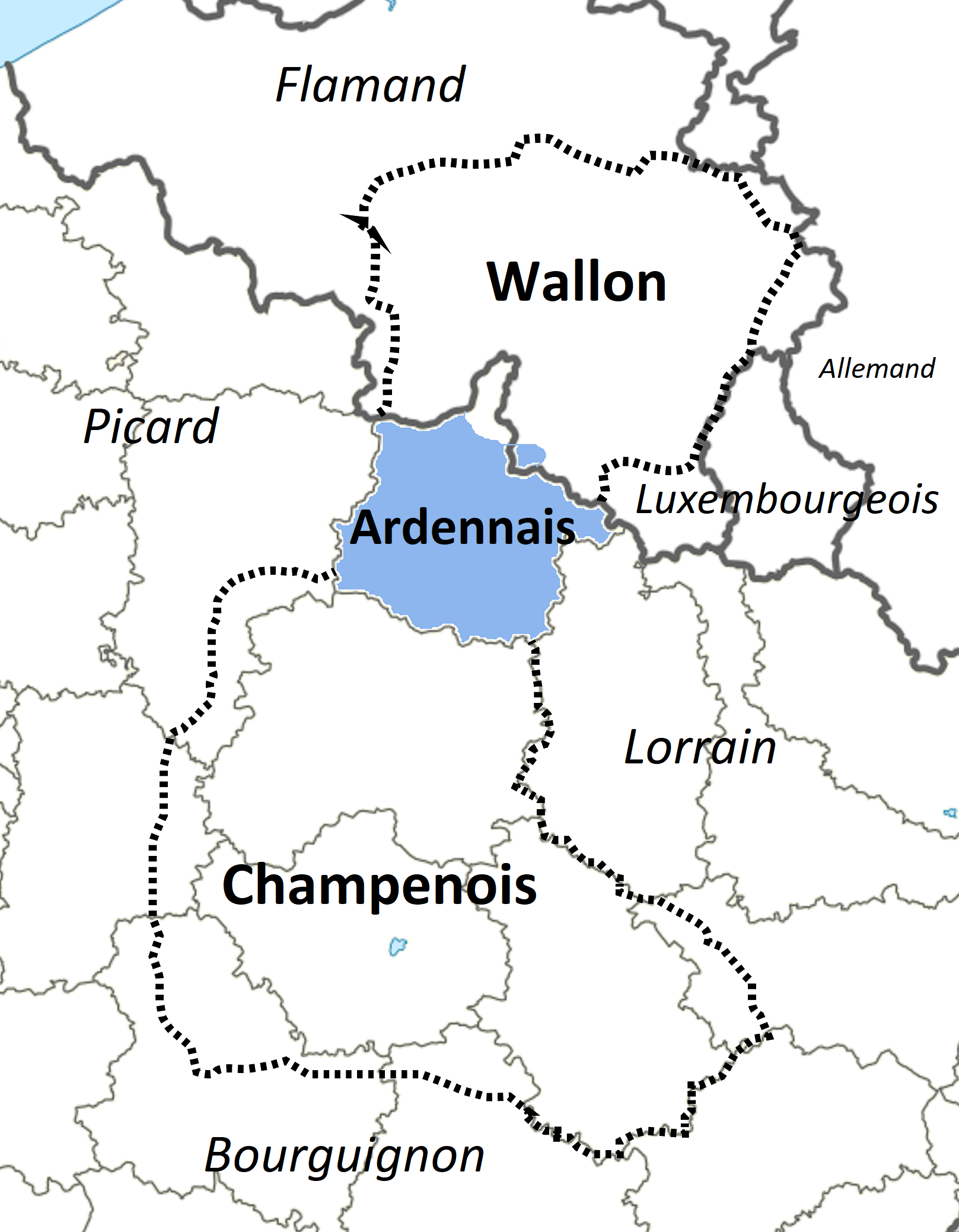
Posición intermedia y de transición del ardenés entre las idiomas champañésa y valóna.

El ardenés es un dialecto de la lengua champañesa que es hablado en las Ardenas. Este dialecto hace la transición entre el champañés y el valón.